# MetaMask
MetaMask ist eine Krypto-Wallet, die alle Arten von Ethereum-basierten Token unterstützt (z. B. Token nach dem ERC-20-Standard oder non-fungible Token). MetaMask kann als reguläre Krypto-Wallet dienen, aber ihre wahre Stärke liegt in der nahtlosen Anbindung an Smart Contracts und dezentralisierte Anwendungen (dApps). MetaMask legt Wert auf Verschlüsselung und ist Open Source. Es ist eine softwarebasierte Wallet (soft wallet) und kann webbasiert als Google Chrome und Firefox Add-on sowie Mobile-App verwendet werden. Durch die Implementierung als Browser Plug-in kann MetaMask durch den Benutzer mit Websites wie beispielsweise Uniswap verbunden werden.
Da die Entwicklerfirma – an der die Bank JP Morgan Anteile hält – Sanktionsrichtlinien der USA umsetzt, werden Transaktionen mit IP-Adressen in allen Staaten abgelehnt, gegen die sich diese Sanktionen richten.

## Beschreibung
MetaMask wurde erstmals 2016 von der Firma ConsenSys veröffentlicht.
MetaMask ermöglicht es Benutzern, Kontoschlüssel zu speichern und zu verwalten, Transaktionen zu übertragen, Ethereum-basierte Kryptowährungen und Token zu senden und zu empfangen und sich über einen kompatiblen Webbrowser oder den integrierten Browser der mobilen App sicher mit dezentralen Anwendungen zu verbinden. Es können von den Nutzern selbst Token hinzugefügt werden. Seit September 2020 ist Metamask auch als App für iOS und Android verfügbar, davor war es nur als Browserextension für Google Chrome und Firefox Browser verfügbar.
Im Oktober 2020 überschritt MetaMask erstmals die Marke von einer Million monatlicher Nutzer. Bis 31. März 2021 wurden über MetaMask 341.000 Transaktionen im Wert von über 1 Milliarde US-Dollar transferiert. Im April 2021 überschritt MetaMask die Marke von 5 Millionen monatlichen Nutzern. Im August 2021 erreichte MetaMask 10 Millionen aktive monatliche Nutzer.
Im November 2021 erreichte MetaMask 21 Millionen monatliche Nutzer. Im November 2021 sammelte ConsenSys, die Firma hinter MetaMask, 200 Millionen US-Dollar zu einer Firmenbewertung von 3,2 Milliarden US-Dollar (von u. a. Animoca Brands, Coinbase Ventures und HSBC) ein.
MetaMask basiert auf der Programmiersprache JavaScript und hat LavaMoat integriert. LavaMoat bietet eine Reihe von Werkzeugen zur Verhinderung von Cyber-Angriffen.
Das Logo von MetaMask zeigt einen Fuchskopf, der in der App mit der Maus vom Benutzer dreidimensional gedreht werden kann.

## Datenschutz
Grundsätzlich zielt MetaMask darauf ab, die Kontrolle über persönliche Daten zu dezentralisieren. MetaMask wird von ConsenSys herausgeben. An sich verbindet sich MetaMask mit einem Node des Infura-Netzwerkes als einem Bindeglied zwischen Wallet und Blockchain. In der Datenschutzerklärung vom 23. November 2022 erklärt ConsenSys: „MetaMask und Infura sind beide Produkte des Unternehmens und Infura ist der standardmäßige Remote Procedure Call (RPC) Anbieter für MetaMask. Wenn Sie Infura als Standard-RPC-Anbieter in MetaMask nutzen, sammelt Infura Ihre IP-Adressen und Ihre Ethereum-Wallet-Adressen, wenn Sie eine Transaktion senden.“

Das verletzt die Datenschutz-Grundregel „Verbinde nie Blockchain- und IP-Adresse!“ Wären beide verbunden, verknüpfte das den Blockchain-Zugang unnötigerweise mit dem physischen Wohnort. Das kann bei einem Datenschutzproblem im Infura-Netzwerk kriminelles Verhalten begünstigen. Abhilfe böte der Austausch des RPC-Endpunktes von Infura durch einen nicht von ConsenSys betriebenen Endpunkt.